# Lucien Jean-Baptiste
Pour les articles homonymes, voir Jean-Baptiste.
Lucien Jean-Baptiste, né le 6 mai 1964 à Fort-de-France (Martinique), est un acteur, réalisateur et scénariste français.
Il a réalisé et interprété plusieurs films, dont La Première Étoile, Dieumerci ! et Il a déjà tes yeux. À la télévision, il occupe un des rôles principaux de la série Munch.
Très actif dans le doublage, il est notamment la voix française régulière de Chris Rock, Martin Lawrence et Ice Cube ainsi qu'entre autres une des voix de Terrence Howard, Will Smith, Kevin Hart, Jamie Foxx, Don Cheadle, Anthony Mackie, Omar Epps et Orlando Jones. Il est également connu pour avoir été la voix française de Donald Faison (Christopher Turk) dans la série télévisée médicale de comédie Scrubs.

## Biographie

### Débuts
Lucien Jean-Baptiste quitte la Martinique pour la région parisienne, à l'âge de trois ans. Sa mère et lui, arrivent le 25 décembre 1967 en France métropolitaine. D'abord installés dans une chambre de bonne dans le 11e arrondissement, ils trouvent, grâce au programme HLM, un logement à Bonneuil-sur-Marne. Il va au collège et au lycée à Créteil. Il pratique la lutte à l'US Créteil et devient champion de France FSGT de lutte gréco-romaine en 1984.
Après avoir décroché un BTS en communication et actions publicitaires, il travaille durant une dizaine d'années dans l'événementiel notamment au Palais omnisports de Paris-Bercy, c'est à ce moment qu'il se spécialise dans le merchandising. À la suite d'« un drame familial », il finit par tout abandonner pour suivre des cours de théâtre au cours Florent,, où il réussit le très prisé concours de la classe libre et monte sur scène pour la première fois au Théâtre du Lucernaire.

### Révélation (1998-2008)
En 1998, Lucien Jean-Baptiste tente de percer comme acteur et débute dans plusieurs courts métrages et quelques séries, avant de faire sa première apparition au cinéma dans Du bleu jusqu'en Amérique et Jeu de cons auprès d'Anthony Delon et Frédéric Diefenthal. Si ces rôles sont mineurs, il joue un rôle récurrent dans la première saison de la populaire série humoristique Caméra Café, celui de Franck Marchand, psychologue de l'entreprise,.
C'est entre la télévision et le cinéma qu'il va alterner, toujours dans des rôles secondaires, jusqu'en 2005. Cette année-là, il apparaît dans la troisième réalisation de Jean-François Richet ou encore dans la comédie L'Ex-femme de ma vie de Josiane Balasko, mais il décroche surtout son premier rôle principal pour la comédie dramatique Emmenez-moi, où il évolue aux côtés de Gérard Darmon et Zinedine Soualem. Deux ans plus tard, il partage l'affiche du polar 13 m², écrit, réalisé et cointerprété par Barthélémy Grossmann.
Parallèlement à cela, il tient également une carrière dans le doublage, devenant la voix française régulière de Chris Rock (L'Arme fatale 4, Bad Company), Don Cheadle (Family Man, Ocean's Eleven), Martin Lawrence (Big Mamma, Bad Boys 2) ou encore en étant l'une des voix de Will Smith (Wild Wild West, Je suis une légende) et Terrence Howard (Ray, Hustle and Flow, Iron Man)

### Confirmation commerciale (2009-)
En 2009, Lucien Jean-Baptiste interprète le rôle principal de sa première réalisation, La Première Étoile, une comédie familiale en partie autobiographique, dans laquelle il interprète un père de famille qui décide d'emmener ses enfants en vacances au ski. Le long métrage remporte le « Grand Prix » et le « Prix du public » au Festival de l'Alpe-d'Huez en 2009.
Il fonde en 2010 la société Zamba Productions, qui coproduit 30° Couleur, sa deuxième réalisation, en 2012. Certains des interprètes de son premier film, La Première Étoile, dont Édouard Montoute, avec qui il forme un tandem complice.
Il prend de nouveau trois ans, jusqu'en 2015, avant de livrer son troisième long métrage : Dieumerci !, sorti en 2016, en s'inspirant aussi d'un épisode de sa vie. Il partage l'affiche avec l'humoriste Baptiste Lecaplain, Olivier Sitruk, Delphine Théodore, Jean-François Balmer, mais aussi Firmine Richard, Michel Jonasz et Édouard Montoute, qui faisaient partie de la distribution de son premier film, La Première Étoile.
En 2015, il annonce également la mise en production de la suite du film La Première Étoile, intitulée La Deuxième Étoile, toujours réalisée par lui-même, avec la même équipe que le premier opus. Coproduit par sa société Zamba Productions, le film sort le 13 décembre 2017.
En la fin d'année 2016, il revient au premier plan en tant qu'acteur, en secondant Isabelle Nanty, interprète du rôle-titre de la nouvelle série judiciaire de TF1, Munch, réalisée par Gabriel Julien-Laferrière. Le tournage de La Deuxième Étoile débutant au milieu de celui de la première saison de Munch, il est obligé de quitter son rôle d'avocat, d'où le fait que son personnage soit envoyé à New York[source insuffisante].

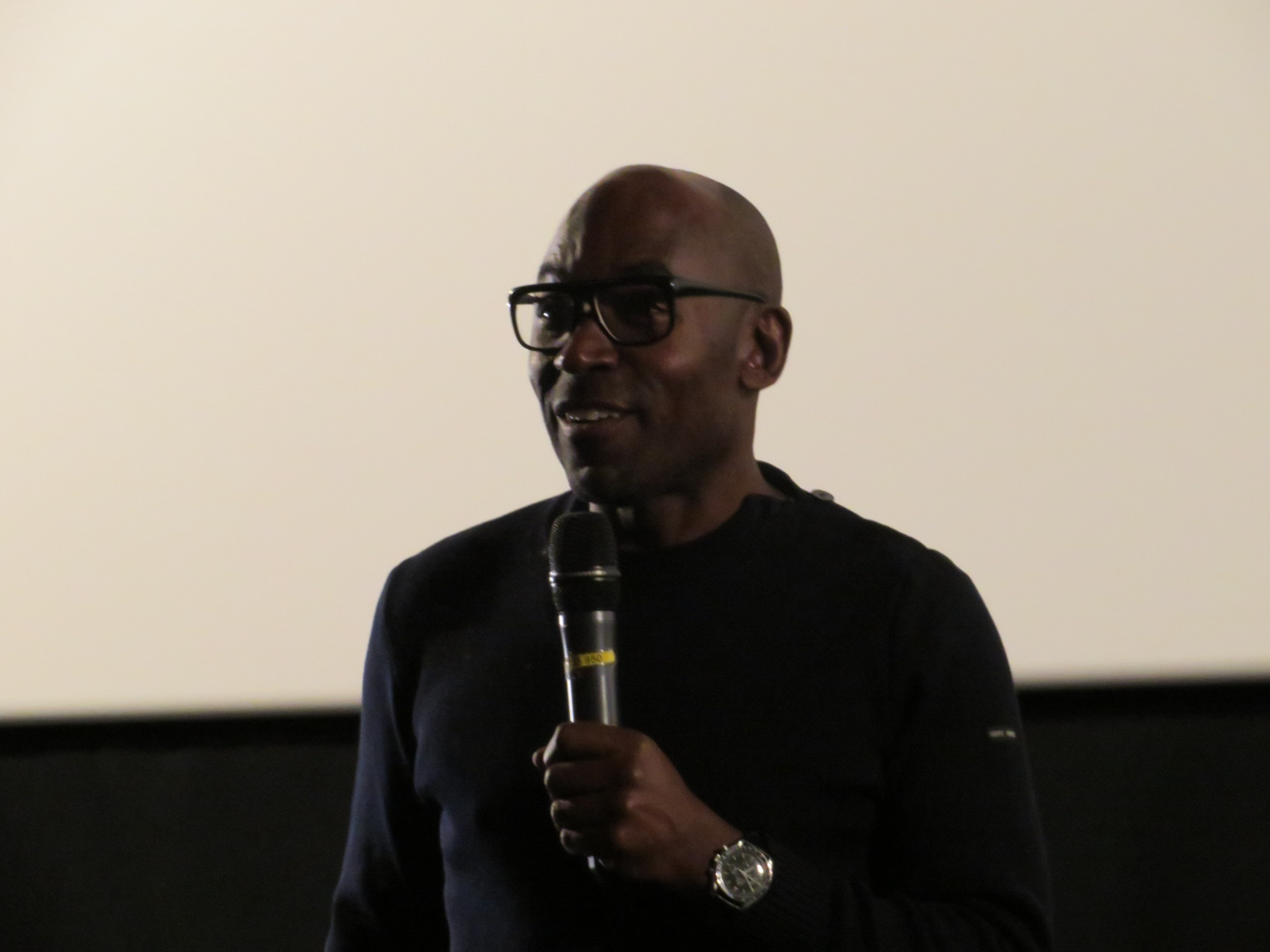
Lucien Jean-Baptiste, lors de l'avant-première de son film La Deuxième Étoile en 2017.

En 2017, il sort sa quatrième production en tant que scénariste et réalisateur, intitulée Il a déjà tes yeux, avec entre autres Aïssa Maïga, Vincent Elbaz et Zabou Breitman.
Il est ensuite apparu dans les rôles divers tels que Abdel et la Comtesse (2018), Christ(off) (2018) et C'est quoi cette mamie ?! (2019).
En février 2020 débute la diffusion de la suite de son film Il a déjà tes yeux, en mini série sur France 2, toujours avec Aïssa Maïga.
La même année, dans Tout simplement noir de Jean-Pascal Zadi et John Wax, il joue son propre rôle dans une scène où il se plaint des critiques envers ses films. Dans Adorables de Solange Cicurel, il incarne un papa poule pris au milieu d'une guerre entre une mère (Elsa Zylberstein) et sa fille (Ioni Matos).
En 2022, il est à l'affiche du film de Varante Soudjian, La Traversée, avec Alban Ivanov. Il joue un éducateur de quartier qui emmène cinq ados déscolarisés dans une traversée de la Méditerranée, pendant 15 jours, afin de les réinsérer par le biais des valeurs de la mer.

### Vie privée
Il réside dans la ville de Talmont Saint Hilaire en Vendée. 

## Théâtre
- 1997 : Le Cid de Pierre Corneille, mise en scène Thomas Le Douarec, Théâtre du Nord-Ouest
- 1998 : Dom Juan de Molière, mise en scène Jean-Luc Jeener, Théâtre du Nord-Ouest
- 2001 : Au bal d'Obaldia de René de Obaldia, mise en scène avec Stéphanie Tesson, Théâtre Le Ranelagh
- 2004 : La Cerisaie d'Anton Tchekhov, mise en scène par Jean-René Lemoine, MC93 Bobigny.

## Filmographie

### Cinéma

#### Longs métrages
- 1999 : Du bleu jusqu'en Amérique de Sarah Lévy : Bob l'antillais
- 2000 : Antilles sur Seine de Pascal Légitimus : France Télécom (non crédité)
- 2001 : Jeu de cons de Jean-Michel Verner : le deuxième policier
- 2001 : C'est la vie de Jean-Pierre Améris : un ambulancier
- 2001 : De l'amour de Jean-François Richet : le vigile du supermarché
- 2002 : La Mentale de Manuel Boursinhac : Foued
- 2002 : Astérix et Obélix : Mission Cléopâtre d'Alain Chabat : la voix du gardien de cellule des gaulois
- 2003 : Quand tu descendras du ciel d'Éric Guirado : Émile
- 2003 : L'Outremangeur de Thierry Binisti : le légiste
- 2004 : L'Ex-femme de ma vie de Josiane Balasko : l'inspecteur du commissariat
- 2005 : Emmenez-moi d'Edmond Bensimon : Arsène
- 2006 : Les Irréductibles de Renaud Bertrand : le prof de physique
- 2006 : Après l'océan d'Éliane de Latour : Tetanos
- 2006 : On va s'aimer d'Ivan Calbérac : Julien
- 2007 : 13 m² de Barthélémy Grossmann : Farouk
- 2009 : La Première Étoile de lui-même : Jean-Gabriel
- 2009 : Aliker de Guy Deslauriers : Bissol
- 2010 : Henry de Pascal Rémy et Kafka : Gabriel
- 2011 : La Proie d'Éric Valette : Alex
- 2011 : Possessions d'Éric Guirado : Patrick Castang
- 2012 : Ma première fois de Marie-Castille Mention-Schaar : le médecin
- 2012 : 30° Couleur de lui-même : Patrick
- 2013 : Turf de Fabien Onteniente : Fortuné
- 2013 : La Vraie Vie des profs d'Emmanuel Klotz et Albert Pereira Lazaro : M. le directeur
- 2013 : Fonzy d'Isabelle Doval : Quentin
- 2013 : Je fais le mort de Jean-Paul Salomé : le lieutenant Lamy
- 2016 : Dieumerci ! de lui-même : Dieumerci
- 2016 : C'est quoi cette famille ?! de Gabriel Julien-Laferrière : Hugo
- 2016 : Le Gang des Antillais de Jean-Claude Barny : Patrick Chamoiseau
- 2016 : Il a déjà tes yeux de lui-même : Paul Aloka
- 2017 : La Deuxième Étoile de lui-même : Jean-Gabriel Élisabeth
- 2018 : Abdel et la Comtesse d'Isabelle Doval : le prêtre Yasokonoue
- 2018 : Christ(off) de Pierre Dudan : le père Marc
- 2019 : Junk Love de Pierre de Suzzoni : le chef de service
- 2019 : C'est quoi cette mamie ?! de Gabriel Julien-Laferrière : Hugo
- 2020 : Tout simplement noir de Jean-Pascal Zadi : lui-même
- 2020 : Adorables de Solange Cicurel : Victor
- 2021 : C'est quoi ce papy ?! de Gabriel Julien-Laferrière : Hugo
- 2021 : Haters de Stéphane Marelli : Greg
- 2022 : Murder Party de Nicolas Pleskof : la Voix
- 2022 : La Traversée de Varante Soudjian : Alex
- 2023 : BDE de Michaël Youn : Max
- 2024 : Nice Girls de Noémie Saglio : Cassati
- 2024 : On fait quoi maintenant ? de lui-même : Alain

#### Courts métrages
- 1999 : Cruel été de Nicolas Goetschel : le marabout
- 2000 : Je suis un super-héros d'Éric Guirado : Julien
- 2001 : Il est difficile de tuer quelqu'un, même un lundi d'Éric Valette : le vendeur
- 2003 : L'Homme sans tête de Juan Solanas : la troisième tête de M. Phelps
- 2005 : La Noiraude de Fabienne et Véronique Kanor : M. Grand-Grec
- 2006 : Chez Lulu de Rob Sitbon

### Télévision

#### Téléfilms
- 1999 : Véga de Laurent Heynemann : Kabala
- 2003 : L'Île Atlantique de Gérard Mordillat : le médecin
- 2003 : Simon le juste de Gérard Mordillat : Zac
- 2004 : Un petit garçon silencieux de Sarah Lévy : le médecin de la DDASS
- 2004 : Mon fils cet inconnu de Caroline Huppert : l'éducateur
- 2005 : Le Roman de Georgette d'Alain Robillard : Philippe
- 2005 : Le Triporteur de Belleville de Stéphane Kurc : le sergent sénégalais
- 2007 : Diana : À la recherche de la vérité (The Murder of Princess Diana) de John Strickland : Martin
- 2008 : Sauvons les apparences ! de Nicole Borgeat : Malik
- 2008 : Répercussions de Caroline Huppert : le commissaire Valréas
- 2009 : Rencontre avec un tueur de Claude-Michel Rome : le lieutenant de Mauny
- 2009 : Villa Belle France de Karim Akadiri Soumaïla : Tony
- 2023 : L'Incroyable Embouteillage de David Charhon : Virgile
- 2023 : Caméra Café, 20 ans déjà de Bruno Solo et Yvan Le Bolloc'h : le client épilogue

#### Séries télévisées
- 1998 : Sous le soleil, épisode La proie d'Éric Summer : Bob Robin
- 2001 : Caméra Café : Franck Marchand, le psychanalyste de l'entreprise (saison 1)
- 2003 : Les Cordier, juge et flic, épisode Adieu mulet de Gilles Béhat : Joseph
- 2004 / 2005 : Sœur Thérèse.com, épisode Retour de flamme de Joyce Buñuel : le légiste / épisode Marché conclu de Williams Crépin : Moussa Trabendo
- 2005 : Quai n° 1, épisode Frères d'armes d'Alain Robillard : Degas
- 2005 : Fabien Cosma, épisode La Répétition de Marion Sarraut : Antoine Euhprasie
- 2005 : Alice Nevers, le juge est une femme, épisode Feu, le soldat du feu de Christian Bonnet : le lieutenant Pichavant
- 2006 : L'État de Grace, mini-série de Pascal Chaumeil : Fred Brago
- 2007 : Les Jurés, mini-série de Bertrand Arthuys : Patrick
- 2013 : VDM, la série, épisodes Centrale nucléaire et Publicité de Fouad Benhammou : ?
- 2014 : Scènes de ménages, épisode Tenue correcte exigée : Serge, un repris de justice chez Marion et Cédric
- 2014 : X-Odus, web-série de Romain Rogier et François Languille : Commodore
- 2016-2019 : Munch de Gabriel Julien-Laferrière : Hubert Bellanger (24 épisodes)
- 2019 : Pitch, épisode Le retour du stagiaire de Xavier Maingon : lui-même
- 2020 : Il a déjà tes yeux, mini-série de lui-même : Paul Aloka
- 2023 : Les Randonneuses, mini-série de Frédéric Berthe : Tom, le guide
- 2023 : Capitaine Marleau, épisode Grand Hôtel de Josée Dayan : M. Mansour
- 2025 : Joseph de lui-même : Joseph

### Réalisateur et scénariste

#### Cinéma
- 2009 : La Première Étoile
- 2012 : 30° Couleur
- 2016 : Dieumerci !
- 2016 : Il a déjà tes yeux
- 2017 : La Deuxième Étoile
- 2024 : On fait quoi maintenant ?

#### Télévision
- 2016 : Pourquoi nous détestent-ils ? (série documentaire, 3 × 70 min) coréalisée avec Amelle Chahbi et Alexandre Amiel
- 2025 : Joseph

## Doublage

### Cinéma

#### Films
- Chris Rock dans (14 films) :
  - L'Arme fatale 4 (1998) : Lee Butters
  - Dogma (1999) : Rufus, le 13e apôtre
  - Nurse Betty (2000) : Wesley
  - Jay et Bob contre-attaquent (2001) : Chaka Luther King
  - Les Pieds sur terre (2001) : Lance Barton
  - Bad Company (2002) : Jake Hayes / Kevin Pope / Michael Turner
  - Président par accident (2003) : Mays Gilliam
  - Paparazzi : Objectif chasse à l'homme (2004) : le livreur de pizza
  - Mi-temps au mitard (2005) : Caretaker
  - Copains pour toujours (2010) : Kurt McKenzie
  - Panique aux funérailles (2010) : Aaron Barnes
  - Copains pour toujours 2 (2013) : Kurt McKenzie[24]
  - Top Five (2014) : Andre Allen

- Martin Lawrence dans (12 films) :
  - Flic de haut vol (1999) : Miles Logan
  - Big Mamma (2000) : Malcolm Turner / Big Mamma
  - Escrocs (2003) : Kevin Caffery
  - National Security (2003) : Earl Montgomery
  - Bad Boys 2 (2003) : le lieutenant Marcus Burnett
  - Basket Academy (2005) : Roy McCormick
  - Big Mamma 2 (2006) : Malcolm Turner / Big Mamma
  - Bande de sauvages (2007) : Bobby Davis
  - Big Mamma : De père en fils (2011) : Malcolm Turner / Big Mamma
  - Bad Boys for Life (2020) : le lieutenant Marcus Burnett
  - Mindcage (2022) : Jake Doyle
  - Bad Boys: Ride or Die (2024) : le lieutenant Marcus Burnett

- Don Cheadle dans (10 films) :
  - Bulworth (2000) : L. D.
  - Ocean's Eleven (2001) : Basher Tarr
  - Ocean's Twelve (2004) : Basher Tarr
  - Hôtel Rwanda (2005) : Paul Rusesabagina
  - Collision (2005) : Graham
  - Ocean's Thirteen (2007) : Basher Tarr
  - À cœur ouvert (2007) : Alan Johnson
  - Trahison (2008) : Samir Horn
  - Palace pour chiens (2009) : Bernie
  - L'Élite de Brooklyn (2010) : Tango

- Ice Cube dans (10 films) :
  - Barbershop (2003) : Calvin Palmer, Jr.
  - Barbershop 2 (2004) : Calvin Palmer, Jr.
  - On arrive quand ? (2005) : Nick Persons
  - XXX 2: The Next Level (2005) : Darius Stone
  - 21 Jump Street (2012) : le capitaine Dickson
  - 22 Jump Street (2014) : le capitaine Dickson
  - Barbershop: The Next Cut (2016) : Calvin Palmer, Jr.
  - xXx: Reactivated (2017) : Darius Stone
  - Combat de Profs (2017) : Ron Strickland
  - La Guerre des mondes (2025) : Will Radford

- Terrence Howard dans (8 films) :
  - Ray (2005) : Gossie McKee
  - Hustle & Flow (2005) : DJay
  - Quatre frères (2005) : le lieutenant Green
  - Réussir ou mourir (2005) : Bama
  - Idlewild Gangsters Club (2006) : Trumpy
  - Iron Man (2008) : James « Rhodey » Rhodes
  - Prisoners (2013) : Franklin Birch[25]
  - Cut Throat City (2020) : Le Saint

- Will Smith dans (7 films) :
  - Independence Day (1996) : Steven Hiller (scènes coupées)
  - Wild Wild West (1999) : James West
  - La Légende de Bagger Vance (2001) : Bagger Vance
  - Père et Fille (2004) : lui-même
  - Je suis une légende (2007) : Robert Neville
  - Seul contre tous (2015) : Bennet Omalu
  - Gemini Man (2019) : Henry Brogen / Junior

- Jamie Foxx dans (7 films) :
  - L'Enfer du dimanche (2000) : Willie Beamen
  - Valentine's Day (2010) : Kelvin Moore
  - Date Limite (2010) : Darryl
  - Comment tuer son boss ? (2011) : Dean « MF » Jones
  - Comment tuer son boss 2 (2014) : Dean « MF » Jones
  - Robin des Bois (2018) : Petit Jean
  - La Voie de la justice (2020) : Walter McMillian

- Kevin Hart dans (7 films) :
  - Scary Movie 3 (2003) : CJ
  - Scary Movie 4 (2006) : CJ
  - Match retour (2014) : Dante Slate, Jr.
  - Témoin à louer (2015) : Jimmy Callahan / Bic Mitchum
  - En taule : Mode d'emploi (2015) : Darnell Lewis (version VOD)
  - Agents presque secrets (2016) : Calvin
  - Sous un autre jour (2017[26]) : Dell Scott

- Marlon Wayans dans (5 films) :
  - Spoof Movie (1996) : Loc Dog
  - Ladykillers (2004) : Gawain MacSam
  - FBI : Fausses blondes infiltrées (2004) : Marcus Copeland
  - Little Man (2006) : Calvin Simms
  - Norbit (2007) : Buster

- Morris Chestnut dans (5 films) :
  - L'amour n'est qu'un jeu (2001) : Keith Fenton
  - The Brothers (2001) : Jackson Smith
  - La Loi des armes (2001) : Ray
  - Rupture mode d'emploi (2004): Evan Fields
  - Anacondas : À la poursuite de l'orchidée de sang (2004) : Gordon Mitchell
  - La Crypte (2006) : Top Buchanan

- Anthony Mackie dans (5 films) :
  - Million Dollar Baby (2005) : Shawrelle Berry
  - La Couleur du crime (2006) : Billy Williams
  - Real Steel (2011) : Finn
  - Dos au mur (2012) : Mike Ackerman
  - Players (2013) : l'agent Seevers

- Omar Epps dans (4 films) :
  - Mod Squad (1999) : Lincoln Hayes
  - Love and Basketball (2000) : Quincy
  - Irrésistible Alfie (2004) : Marlon
  - Dans les cordes (2004) : Luther Shaw

- Eddie Griffin dans (4 films) :
  - Morceaux choisis (2000) : Sediento
  - Le Nouveau (2002) : Luther
  - Gigolo malgré lui (2005) : T. J. Hicks
  - Beethoven : Une star est née ! (2009) : Stanley

- Snoop Dogg dans (4 films) :
  - Training Day (2001) : Blue
  - Baby Boy (2001) : Rodney
  - The Wash (2001) : Dee Loc
  - Mac and Devin Go to High School (2012) : Mac Johnson

- LL Cool J dans (4 films) :
  - Rollerball (2002) : Marcus Ridley
  - S.W.A.T. unité d'élite (2003) : Deacon « Deke » Kay
  - Profession profiler (2005) : Gabe Jensen
  - Edison (2005) : l'officier Rafe Deed

- Tyler Perry dans (4 films) :
  - Madea, grand-mère justicière (2005) : Madea Simmons (en), Joe Simmons, Brian Simmons
  - Affaire de femmes (2006) : Madea Simmons, Joe Simmons et Brian Simmons
  - Madea : Retour en fanfare (2022) : Madea Simmons, Joe Simmons et Madea jeune
  - Madea : Mariage exotique (en) (2025) : Madea Simmons, Joe Simmons et Brian Simmons

- Wood Harris dans (4 films) :
  - Southland Tales (2006) : Dion Element
  - Creed : L'Héritage de Rocky Balboa (2015) : Tony « Little Duke » Evers
  - Creed 2 (2019) : Tony « Little Duke » Evers
  - Creed 3 (2023) : Tony « Little Duke » Evers

- Chiwetel Ejiofor dans :
  - Amistad (1997) : James Covey
  - Inside Man : L'Homme de l'intérieur (2006) : Bill Mitchell
  - Les Fils de l'homme (2006) : Luke, membre des Poissons

- Taye Diggs dans :
  - Go (1999) : Marcus
  - Basic (2003) : Jay Pike
  - Rent (2005) : Benjamin « Benny » Coffin III

- Orlando Jones dans :
  - Endiablé (2001) : Daniel
  - Évolution (2001) : Harry Block
  - Enemies Closer (2013) : Clay

- Larenz Tate dans :
  - Postman (1997) : John Stephens / Ford Lincoln Mercury
  - Un homme à part (2003) : Demetrius Hicks

- Shaun Parkes dans :
  - Human Traffic (1999) : Koop
  - Le Retour de la momie (2001) : Izzy Buttons

- D. B. Woodside dans :
  - Sac d'embrouilles (2000) : Truman
  - Roméo doit mourir (2000) : Colin O'Day

- Anthony Anderson dans :
  - Urban Legend 2 : Coup de grâce (2000) : Stan Washington
  - Transformers (2007) : Glenn Whitmann

- Sean Patrick Thomas dans :
  - Save the Last Dance (2001) : Derek Reynolds
  - Sexe Intentions (2003) : Ronald Clifford

- Tim Meadows dans :
  - Un homme à femmes (2000) : Leon Phelphs
  - Popstar : Célèbre à tout prix (2016) : Harry, le manager

- Jeffrey Wright dans :
  - Compte à rebours mortel (2002) : Jaworski
  - Broken Flowers (2005) : Winston

- Romany Malco dans :
  - 40 ans, toujours puceau (2005) : Jay
  - Love Gourou (2008) : Darren Roanoke

- Brian J. White dans :
  - Steppin' (2007) : Sylvester
  - DOA: Dead or Alive (2007) : Zack

- Michael K. Williams dans :
  - Life During Wartime (2009) : Allen
  - Arkansas (2020) : Almond

- Tony Kgoroge (en) dans :
  - Invictus (2010) : Jason
  - Mandela : Un long chemin vers la liberté (2013) : Walter Sisulu

- Yahya Abdul-Mateen II dans :
  - Sidney Hall (2017) : Duane
  - Les Sept de Chicago (2020) : Bobby Seale

- Chris Tucker dans :
  - Friday (1995) : Smokey
  - Air (2023) : Howard White

- 1989 : Outrages : le caporal Brown (Erik King) (2e doublage)
- 1998 : Arnaques, Crimes et Botanique : Rory le Casseur (Vas Blackwood)
- 1998 : Minuit dans le jardin du bien et du mal : Phillip (Kevin Harry)
- 1999 : Vous avez un message : Kevin Jackson (Dave Chapelle)
- 1999 : Allergique à l'amour : Larry Garnett (Bill Bellamy)
- 1999 : American History X : Lamont (Guy Torry), Lawrence (Antonio David Lyons)
- 1999 : Le monde ne suffit pas : Gabor (John Seru)
- 1999 : Hurricane Carter : Lesra Martin (Vicellous Reon Shannon (en))
- 1999 : Hot Boyz : Kool (Silkk the Shocker)
- 2000 : Le Mariage de l'année : Julian Murch (Harold Perrineau)
- 2000 : Snatch : Tu braques ou tu raques : Vincent (Robbie Gee)
- 2001 : Le Plus Beau des combats : Petey Jones (Donald Faison)
- 2001 : À la rencontre de Forrester : Terrell Wallace (Busta Rhymes)
- 2001 : Eh mec ! Elle est où ma caisse ? : M. Pizzacoli (John Toles-Bey)
- 2001 : Tigerland : Johnson (Russell Richardson)
- 2001 : Les Chemins de la dignité : le chef Carl Brashear (Cuba Gooding Jr.)
- 2001 : Pearl Harbor : l'ami de Dorie (Rufus Dorsey)
- 2001 : Snow, Sex and Sun : Anthony (Flex Alexander)
- 2001 : Bones : « Shotgun » (Ron Selmour)
- 2002 : Scooby-Doo : Voodoo Maestro (Miguel A. Núñez Jr.)
- 2003 : Blue Crush : Leslie (Faizon Love)
- 2003 : Kangourou Jack : Kangourou Jack (Adam Garcia) (voix)
- 2003 : 8 jours et 8 nuits à Cancun : Jorell (Jorell Washington)
- 2003 : Scary Movie 3 : lui-même (Fat Joe)
- 2003 : 8 Mile : Lyckety-Splyt (Strike)
- 2003 : Péché immortel : Wayne (Jeremiah Birkett)
- 2003 : Narc : Latroy Steeds (Richard Chevolleau)
- 2003 : Love Actually : le DJ radio (Jo Whiley)
- 2004 : Torque, la route s'enflamme : Junior (Fredro Starr)
- 2004 : Criminal : Frank Hill (Malik Yoba)
- 2004 : Les Vacances de la famille Johnson : Mack Johnson (Steve Harvey)
- 2005 : Sahara : Frederic Oshodi (Clint Dyer)
- 2005 : King Kong : M. Hayes (Evan Dexter Parke)
- 2005 : Last Days : le vendeur des pages jaunes (Thadeus Thomas)
- 2005 : Dirty : Wallace (Tory Kittles)
- 2006 : Æon Flux : Giroux (Paterson Joseph)
- 2006 : Lord of War : Andre Baptiste Jr. (Sammi Rotibi)
- 2006 : Magic Baskets 2 : Ray (Kel Mitchell)
- 2006 : 16 blocs : Eddie Bunker (Mos Def)
- 2006 : Butcher : La Légende de Victor Crowley : Marcus (Deon Richmond)
- 2006 : À la recherche du bonheur : Wayne (Mark Christopher Lawrence)
- 2007 : Gone Baby Gone : Cheese Jean-Baptiste (Edi Gathegi)
- 2007 : Les Vacances de Mr. Bean : Mack Johnson (Steve Harvey)
- 2007 : Troupe d'élite : André Matias (André Ramiro)
- 2008 : Braquage à l'anglaise : Michael Abdul Malik (Peter De Jersey)
- 2008 : L'Étrange Histoire de Benjamin Button : le père adoptif Tizzy (Mahershala Ali)
- 2010 : Comme chiens et chats : La Revanche de Kitty Galore : Seamus (Katt Williams)
- 2010 : American Trip : Sergio Roma (Sean Combs)
- 2011 : La Couleur des sentiments : Henry (Nelsan Ellis)
- 2012 : Tucker et Dale fightent le mal : Jason (Brandon Jay McLaren)
- 2013 : Percy Jackson : La Mer des monstres : Ganymède (Richard Yearwood)
- 2014[n 1] : Nightingale : Peter Snowden (David Oyelowo)
- 2019 : Retour à Zombieland : Al Roker (Al Roker)
- 2019 : Queen and Slim : l'oncle Earl (Bokeem Woodbine)
- 2020 : Concrete Cowboy : Rome (Byron Bowers)
- 2021 : Judas and the Black Messiah : William O'Neal (Lakeith Stanfield)
- 2021 : Billie Holiday, une affaire d'État : Miss Freddy (Miss Lawrence)
- 2022 : La Bulle : Bola (Samson Kayo (en))
- 2023 : Le Pari de Chang (en) : Deandre (Dexter Darden)
- 2023 : Dumb Money : Chris (Larry Owens)

#### Films d'animation
- 2001 : Osmosis Jones : Osmosis Jones[n 2]
- 2004 : Gang de requins : Ernie[n 3]
- 2006 : La Ferme en folie : Root
- 2009 : Brendan et le Secret de Kells : Frère Assoua
- 2014 : 108 Rois-Démons : Tourbillon Noir
- 2015 : La Légende de Manolo : Dieu Chambellan, Chandeleur
- 2015 : Turbulences : le Chasseur
- 2016 : Norm : Stan
- 2019[27] : Pauvre Toutou ! : Snoop[n 4]
- 2021 : The Witcher : Le Cauchemar du loup : Reidrich

### Télévision

#### Téléfilms
- Dulé Hill dans :
  - Magnitude 10,5 (2005) : Dr Owen Hunter
  - Psych: The Movie (2018) : Burton « Gus » Guster
- 2001 : Comment épouser une milliardaire : Un conte de Noël : Jason Hunt (Shemar Moore)
- 2003 : L'Enfant du passé : Steven (Ruben Santiago-Hudson)
- 2005 : Le Crash du vol 323 : John Pierce (Jeffrey D. Sams)
- 2008 : Un raisin au soleil (en) : Walter Lee Younger (Sean « Diddy » Combs)
- 2022 : Son ex, mon obsession : John (B. J. Britt)

#### Séries télévisées
- Mykelti Williamson dans :
  - Boomtown (2002-2003) : Bobby « Fonceur » Smith (24 épisodes)
  - Monk (2004) : le capitaine Walter Cage (saison 3, épisode 1)
  - New York 911 (2005) : l'inspecteur Rice (saison 6, épisodes 12 et 13)
  - Justice (2006) : Joshua Mortin (épisode 11)

- Chris Rock dans :
  - Boston Public (2003) : Chris Rock (saison 2, épisode 15)
  - Tout le monde déteste Chris (2006-2010) : le narrateur (voix, 88 épisodes)
  - Fargo (2020) : Loy Cannon (saison 4)

- Morris Chestnut dans :
  - C-16 (en)[28] (1997-1998) : Mal Robinson
  - Bones (2007) : l'agent Oakes (saison 1, épisode 6)

- Dulé Hill dans :
  - À la Maison-Blanche (2001-2007) : Charlie Young (137 épisodes)
  - Psych : Enquêteur malgré lui (2006-2014) : Burton « Gus » Guster (121 épisodes)

- Donald Faison dans :
  - Felicity (2000-2002) : Tracy (23 épisodes)
  - Scrubs (2001-2010) : Dr Christopher « Turk » Turk (182 épisodes)

- Omar Epps dans :
  - Dr House (2004-2012) : Dr Eric Foreman (174 épisodes)
  - Shooter (2016-2018) : Isaac Johnson (31 épisodes)

- Orlando Jones dans :
  - The Evidence : Les Preuves du crime (2006) : l'inspecteur Cayman Bishop
  - Men in Trees : Leçons de séduction (2007-2008) : George Washington

- Paterson Joseph dans :
  - Jekyll (2007) : Benjamin Lennox (mini-série)
  - The Leftovers (2014-2015) : Henry « Holy Wayne » Gilchrest Jr. (7 épisodes)

- 1997-1998 : Profiler : l'inspecteur Marcus Payton (Shiek Mahmud-Bey) (19 épisodes)
- 1998-2001[29] : Cousin Skeeter : Skeeter (Bill Bellamy) (voix)
- 1999 : Total Recall 2070 : Martin Ehrenthal (Michael Rawlins)
- 1999 : Urgences : Mobalage Ikabo (Djimon Hounsou)
- 2000 : Malcolm : Stanley (Karim Prince) (saison 1)
- 2000 : X-Files : Aux frontières du réel : Shorty (Guy Torry) (saison 8, épisode 6)
- 2000-2001 : Popular : George Austin (Anthony Montgomery) (11 épisodes)
- 2002 : The Shield : Lamar Tilton (Page Kennedy) (saison 1, épisodes 1 et 8)
- 2002-2003 : Sur écoute : D'Angelo Barksdale (en) (Lawrence Gilliard, Jr.) (18 épisodes)
- 2003 : The Job : Terrence « Pip » Phillips (Bill Nunn) (19 épisodes)
- 2004 : New York, section criminelle : Elvin Fergin (Malcolm Goodwin) (saison 3, épisode 11)
- 2004 : Le Cartel : Junie Gatling (Shay Roundtree (en)) (mini-série)
- 2005 : Line of Fire : Todd Stevens (Jeffrey D. Sams) (13 épisodes)
- 2005-2006 : Deadwood : Samuel Fields (Franklyn Ajaye) (11 épisodes)
- 2005-2006 : Ghost Whisperer : Derrick Lee (Eugene Byrd) (saison 1, épisode 7), Dr Jules Huffman (Malcolm Barrett) (saison 1, épisode 9) et Randall Fisher (Khalil Kain) (saison 1, épisode 19)
- 2006 : Lost : Les Disparus : Yemi (Adetokumboh M'Cormack (en)) (3 épisodes)
- 2006 : Lucky Louie : Walter (Jerry Minor (en)) (13 épisodes)
- 2006 : Monk : le mécanicien (Billy Mayo) (saison 4, épisode 14)
- 2008 : Hannah Montana : l'inspecteur Diaria (Wayne Wilderson) (saison 3, épisode 2)
- 2008-2010 : Pour le meilleur et le pire : Kenny Westchester (J. B. Smoove) (26 épisodes)
- 2008-2014 : True Blood : Lafayette Reynolds (Nelsan Ellis) (81 épisodes)
- 2009 : Samantha qui ? : Tony Dane (McKinley Freeman) (saison 2)
- 2009 : Esprits criminels : William Hightower (Sharif Atkins) (saison 4, épisode 25)
- 2010-2012 : Ma femme, ses enfants et moi : Terrence (Ice Cube) (20 épisodes)
- 2011 : Suits : Avocats sur mesure : Robert Geller (Tim Russ) (saison 1, épisode 8)
- 2013 : Alphas : Matt Seidel (Andrew Moodie (en)) (saison 2, épisode 3)
- 2014 : Kingdom : l'inspecteur Gaines (Obba Babatundé) (saison 1)
- 2014 : Gang Related : Cassius Green (Robert « RZA » Diggs) (13 épisodes)
- 2014-2015 : Frères d'armes, série télévisée historique de Rachid Bouchareb et Pascal Blanchard : présentation de Julius Ruellan
- 2015 : American Odyssey : le général Diallo (Itoya Osagiede) (5 épisodes)
- 2015-2016 : Blunt Talk : Bob Gardner (Romany Malco) (12 épisodes)
- 2015-2023 : Fear the Walking Dead : Victor Strand (Colman Domingo) (104 épisodes)
- 2016-2017 : The Get Down : Clarence « Cadillac » Caldwell (Yahya Abdul-Mateen II)
- 2018 : Kiri (en) : Nathaniel Akindele (Paapa Essiedu) (mini-série)
- 2021 : Le Droit d'être américain : Histoire d'un combat : lui-même (Courtney B. Vance) (documentaire)
- 2021 : Mythic Quest : lui-même (Snoop Dogg)
- 2021 : Lucifer : Butsy Bazoongas (Caldwell Tidicue) (saison 6, épisode 2)
- 2022 : The Pentaverate : le professeur Hobart Clark (Keegan-Michael Key) (mini-série)
- 2022 : La Défense Lincoln : l'inspecteur Raymond Griggs (Ntare Mwine) (1re voix, saison 1)
- depuis 2022 : Severance : Seth Milchick (Tramell Tillman)
- 2023 : Vikings: Valhalla : Kaysan (Kayode Akinyemi)
- 2024 : Doctor Odyssey : Marsha D'Penguins (Caldwell Tidicue) (saison 1, épisode 7)
- 2025 : The Studio : Bobby, le premier assistant (Christopher Carrington)

#### Séries d'animation
- 2001-2003 : La Légende de Tarzan : Basuli
- 2007 : Banja : Banja
- 2008 : Rahan : Ursus

### Jeux vidéo
2004 :  Gang de Requin :  Oscar
- 2005 : Quake 4 : le sergent Morris
- 2005 : Shrek: Super Slam : l'Âne
- 2005 : Madagascar : Marty
- 2008 : Far Cry 2 : Andre Hyppolite
- 2014 : Watch Dogs : voix additionnelles
- 2014 : Alien: Isolation : Ricardo

### Voix-off

#### Documentaire
- 2020 : Décolonisations - Du sang et des larmes : voix-off
- 2023 : Kevin Hart & Chris Rock: Headliners Only : lui-même (Chris Rock)

## Distinctions

### Récompenses
Le 1er février 2010, il s'est vu décerner à Vincennes le Prix Henri-Langlois étant la révélation pour ses débuts derrière la caméra avec son film La Première Étoile.

### Nominations
Il a aussi été nommé pour le César du meilleur premier film avec La Première Étoile lors de la 35e cérémonie des César en 2010.